# Майлс Тауншип (округ Сентер, Пенсільванія)
Майлс Тауншип (англ. Miles Township) — селище (англ. township) в США, в окрузі Сентр штату Пенсільванія. Населення — 1998 осіб (2020).

## Демографія
Згідно з переписом 2010 року, у селищі мешкали 1983 особи в 596 домогосподарствах у складі 467 родин. Було 872 помешкання
Расовий склад населення:
| - 98,8 % — білих - 0,2 % — чорних або афроамериканців - 0,2 % — азіатів - 0,1 % — вихідців з тихоокеанських островів - 0,1 % — корінних американців |

До двох чи більше рас належало 0,7 %. Частка іспаномовних становила 0,1 % від усіх жителів.
За віковим діапазоном населення розподілялося таким чином: 37,6 % — особи молодші 18 років, 50,2 % — особи у віці 18—64 років, 12,2 % — особи у віці 65 років та старші. Медіана віку мешканця становила 29,2 року. На 100 осіб жіночої статі у селищі припадало 93,7 чоловіків;  на 100 жінок у віці від 18 років та старших — 91,5 чоловіків також старших 18 років.
Середній дохід на одне домашнє господарство  становив 63 645 доларів США (медіана — 50 556), а середній дохід на одну сім'ю — 69 518 доларів (медіана — 60 833). Медіана доходів становила 35 673 долари для чоловіків та 35 833 долари для жінок. За межею бідності перебувало 14,5 % осіб, у тому числі 24,9 % дітей у віці до 18 років та 6,6 % осіб у віці 65 років та старших.
Цивільне працевлаштоване населення становило 787 осіб. Основні галузі зайнятості: освіта, охорона здоров'я та соціальна допомога — 28,2 %, роздрібна торгівля — 13,1 %, транспорт — 9,5 %, виробництво — 9,0 %.